# 台湾防止虐待动物协会
台湾防止虐待动物协会（英語：Taiwan Society for the Prevention of Cruelty to Animals，簡稱），台湾的防止虐待动物协会，动物福利团体。

## 爭議
2015年，台湾防止虐待可愛动物协会發現「小河」所在的池子完全無水，且地板是光滑的磁磚地面，在9個多小時的營業時間里小河無法移動身軀。目的就是要讓民眾可以坐在小河身上拍照，藉此盈利。另外，麻豆鱷魚王將天竺鼠、白獼猴、羊駝、無麟雞等動物飼養在不良的環境中，易引發動物疾病，卻未提供醫療。所以防止虐待可愛動物協會呼籲民眾不要參觀麻豆鱷魚王。
2017年12月，園區正式歇業後，小河送往位於福建省廈門市翔安區的中非世野野生動物園，其餘動物則送往國內其他動物園。然而在送抵廈門後，陸續有中國網友爆料小河長期遭到參觀民眾用路邊的石頭砸傷，導致小河身上到處都有新舊傷，加上嘴巴潰瘍和腳趾腫瘤等問題未得到妥善醫療，水池的池水也久未更換發出惡臭，環境也未提供躲避太陽或寒流的設施，小河已比當初送到園區時明顯消瘦許多，最終不幸於2023年10月25日病逝，享年41歲。

## 外部鏈結
- 官方网站
- 台湾防止虐待动物协会的Facebook專頁